# Karl Frithiofson
Karl Axel Frithiof Frithiofson, född 11 december 1919 i Morlanda församling i Göteborgs och Bohus län, död 24 september 2009 i Morlanda församling, var en svensk politiker och ämbetsman.

## Biografi
Frithiofson var måleriarbetare 1937–1946, var ombudsman i Södermanlands läns partidistrikt i Sveriges socialdemokratiska arbetareparti 1946–1952 och erhöll diplom vid Socialinstitutet i Stockholm 1952. Därefter var han sakkunnig vid Handelsdepartementet 1953–1956, sakkunnig i Finansdepartementet 1956–1958 och statssekreterare i Försvarsdepartementet 1958–1967. Frithiofson var landshövding i Skaraborgs län 1967–1986.
Karl Frithiofson invaldes 1963 i Kungliga Krigsvetenskapsakademien, men utträdde senare därifrån.[källa behövs] Han utsågs till hedersledamot av Västgöta nation vid Lunds universitet 1968.
Frithiofson var dessutom ledamot av 1957 års skatteutredning och ordförande i 1960 års försvarsledningsutredning, 1965 års försvarsutredning, 1965 års idrottsutredning, 1969 års utredning för samordnad forskning, 1970 års fritidsbåtsutredning, 1971 års försörjningsberedskapsutredning, 1974 års energiberedskapsutredning, 1974 års mineralpolitiska utredning, 1975 års företagsföreningsutredning, 1979 års försvarsindustrikommitté och 1984 års livsmedelskontrollutredning. Han var ordförande i Riksidrottsstyrelsen 1969–1989, ordförande i styrelsen för Styrelsen för teknisk utveckling 1974–1978 samt ledamot av styrelsen för AB Industrikredit 1967–1989, varav ordförande 1987–1989. Åren 1986–1991 var han ordförande i styrelsen för studieförbundet SISU. Han var ledamot av Svenska Dagbladets Bragdguldsjury, men begärde utträde därifrån när IFK Göteborg inte fick Bragdguldet för sin Uefacup-seger 1982.[källa behövs]
Karl Frithiofson var son till hemmansägaren Frithiof Andersson och Ida Ohlsson. Han gifte sig 1954 med Kajsa Strandler (dotter till Nils Strandler och Sara Sundberg).